# Inre Pungö
Inre Pungö är en ö i Åland (Finland). Den ligger i Skärgårdshavet eller Ålands hav och i kommunen Lemland i landskapet Åland, i den sydvästra delen av landet. Ön ligger omkring 12 kilometer söder om Mariehamn och omkring 280 kilometer väster om Helsingfors.
Öns area är 22,2 hektar och dess största längd är 0,7 kilometer i sydöst-nordvästlig riktning.
Pungö sund skiljer ön från Yttre Pungö.